# صبور اوری
صبور آوری (انگلیسی: Patience Avre؛ زادهٔ ۱۰ ژوئن ۱۹۷۶) بازیکن فوتبال اهل نیجریه است.
وی همچنین در تیم ملی فوتبال زنان نیجریه بازی کرده‌است.